# Fruitland (Idaho)
Fruitland è una città degli Stati Uniti d'America, situata nello Stato dell'Idaho e in particolare nella Contea di Payette.